# إميل لينج
اميل لينج (بالدنماركية: Emil Lyng)‏ (3 أغسطس 1989 بكولدنغ في الدنمارك - ) هو لاعب كرة قدم دانمركي في مركز الهجوم. شارك مع منتخب الدنمارك تحت 20 سنة لكرة القدم ومنتخب الدنمارك تحت 21 سنة لكرة القدم. أما مع النوادي، فقد لعب مع آرهوس جمناستيك فورينينغ وزولته فاريجيم ونادي إيسبيرغ ونادي لوزان ونادي ليل ونادي نوردشيلاند.

## روابط خارجية
- إميل لينج على موقع قاعدة بيانات كرة القدم.إي يو (الإنجليزية)
- إميل لينج على موقع ليكيب (الفرنسية)
- إميل لينج على موقع Soccerway.com (الإنجليزية)
- إميل لينج على موقع عالم كرة القدم.نت (الإنجليزية)
- إميل لينج على موقع AS.com (الإسبانية)